# Парламентські вибори у Ліхтенштейні 2017
Парламентські вибори у Ліхтенштейні 2017 року пройшли 5 лютого. У виборах брали участь 4 партії. Найбільше число місць отримала Прогресивна громадянська партія, випередивши Патріотичний союз.

## Опитування
| Дата       | Джерело | ПГП  | ПС   | Незалежні | Вільний список |
| ---------- | ------- | ---- | ---- | --------- | -------------- |
| Осінь 2015 | FBP     | 31,3 | 34,5 | 21,0      | 13,3           |

## Результати
| Партія                                       | Голоси  | %    | Місць | +/– |
| -------------------------------------------- | ------- | ---- | ----- | --- |
| Прогресивна громадянська партія Ліхтенштейну | 68 673  | 35,2 | 9     | -1  |
| Патріотичний союз                            | 65 742  | 33,7 | 8     | 0   |
| Рух незалежних                               | 35 885  | 18,4 | 5     | +1  |
| Вільний Список                               | 24 595  | 12,6 | 3     | 0   |
| Всього                                       | 194 895 | 100  | 25    | 0   |
| Дійсні голоси                                | 14 763  | 95,8 |       |     |
| Недійсні голоси                              | 645     | 4,2  |       |     |
| Всього                                       | 15 408  | 100  |       |     |
| Явка та зареєстровані виборці                | 19 806  | 77,8 |       |     |
| Джерело: Landstagwahlen                      |         |      |       |     |